# Alessandro Nutini
Alessandro Nutini (Firenze, 21 aprile 1970) è un musicista italiano, batterista della Bandabardò.

## Biografia
Dopo aver militato in vari gruppi dell'underground fiorentino sia come cantante che come bassista, inizia a suonare la batteria nel 1987. Nel 1991 conosce Andrea Orlandini che dopo poco lo invita ad entrare nei Crazy Mama - cover band fiorentina attiva da oltre 25 anni e dedita esclusivamente all'esecuzione di brani dei Rolling Stones - e di lì a poco anche negli ESP, con Ginevra Di Marco; Intanto abbandona la Facoltà di Psicologia di Padova per quella di Scienze dell'Educazione di Firenze.
Nel 1993 entra nella Bandabardò con i quali registra nel '96 il cd d'esordio Il circo mangione. Sui primi due lavori della band si firma con lo pseudonimo "Giovane Nuto" (è il più giovane tra i membri della band), sul terzo come “Obi Wan Nutini” in omaggio alla saga di Star Wars, e da allora fino ad oggi semplicemente come "Nuto".
Si laurea nel 2001 con una tesi in Storia della Pedagogia intitolata Stato fascista e Vaticano: la questione dell'educazione dai Patti Lateranensi alla crisi del ‘31 per poi dedicarsi unicamente all'attività musicale con la band fiorentina. Nel corso degli anni avrà modo di suonare in studio e dal vivo con numerosi artisti tra i quali Paola Turci, Dario Fo, Giobbe Covatta, Ascanio Celestini, Patty Pravo, Piero Pelù, Carmen Consoli, Modena City Ramblers.